# Château d'Amou
Le château d'Amou se situe sur la commune du même nom dans le département français des Landes. Il est inscrit au titre des monuments historiques par arrêté du 12 octobre 1948 (château) et du 18 septembre 2000 (dépendances et portail).

## Présentation
Construit de 1678 à 1692 sur les plans de l'architecte Jules Hardouin-Mansart pour Léonard de Caupenne, gouverneur de Bayonne et marquis d'Amou, ce château est resté depuis dans la même famille depuis sa construction, transmis en ligne directe de génération en génération.
Son architecture est une association harmonieuse de style classique et réminiscence de style Louis XIII. Il conserve des décors intérieurs du XVIIe siècle. Ses dépendances ont gardé de nos jours leur fonction initiale d'exploitation agricole et il possède sa propre chapelle.
Le portail d'entrée provient de l'abbaye Saint-Jean de la Castelle d'où il a été démonté et transporté en 1839. Une mosaïque gallo-romaine du IVe siècle provenant de la villa du Gleyzia d'Augreilh a été installée dans le vestibule en 1902. D'autres fragments de cette mosaïque ont été réutilisés dans la maison du Docteur Sentex à Saint-Sever.